# دمیترو پیدروچنی
دمیترو پیدروچنی (اوکراینی: Дмитро Підручний؛ زادهٔ ۵ نوامبر ۱۹۹۱) ورزشکار دوگانه اهل اوکراین است. وی همچنین از ورزشکاران دوگانه در بازی‌های المپیک زمستانی ۲۰۱۴ و ۲۰۱۸ بوده‌است.
زندگی‌نامه دمیترو پیدروچنی
دمیترو وولودیمیروویچ پیدروچنی در ۵ نوامبر ۱۹۹۱ در روستای اوستریو، استان ترنوپیل، اوکراین متولد شد. او در دوران کودکی علاقه زیادی به ورزش‌های زمستانی داشت و خیلی زود وارد دنیای بیاتلون شد.
فعالیت حرفه‌ای در بیاتلون
شروع:
پیدروچنی فعالیت حرفه‌ای خود را از رقابت‌های جوانان در سال ۲۰۱۰ آغاز کرد و در مسابقات قهرمانی جوانان اروپا و جهان شرکت داشت.
در سال ۲۰۱۲ برای نخستین‌بار وارد تیم بزرگسالان اوکراین شد و از آن زمان در رقابت‌های جام جهانی و قهرمانی جهان حضور مداوم داشته است.
موفقیت‌ها:
مدال طلای جهانی در رقابت‌های تعقیبی (pursuit) در سال ۲۰۱۹ در شهر اوسترشوند سوئد، نقطه عطف دوران حرفه‌ای او به شمار می‌رود. او نخستین مرد اوکراینی است که در این رقابت‌ها به مدال طلا دست یافته.
او همچنین در مسابقات تیمی و امدادی موفق به کسب چندین مقام در سطح جهانی شده است.
حضور در المپیک
پیدروچنی سه بار در بازی‌های المپیک زمستانی شرکت کرده:
1. سوچی ۲۰۱۴
2. پیونگ‌چانگ ۲۰۱۸
3. پکن ۲۰۲۲
بهترین نتیجه‌اش در المپیک، رتبه ۱۳ در مسابقه تعقیبی در سال ۲۰۲۲ بوده است.
خدمت نظامی و نقش ملی
در فوریه ۲۰۲۲ و با آغاز تهاجم نظامی روسیه به اوکراین، دمیترو به عنوان یکی از چهره‌های ملی‌گرا، تمرینات ورزشی خود را کنار گذاشت و به صفوف مدافعان کشور در گارد ملی اوکراین پیوست.
او از طریق رسانه‌های اجتماعی، با پیامی قوی از همبستگی و وطن‌دوستی، توجه جامعه جهانی ورزش را به وضعیت اوکراین جلب کرد.
در جبهه‌های مختلف، به‌ویژه در شرق اوکراین، فعالانه حضور داشته و بارها از تجربه‌هایش در جنگ صحبت کرده است.
فعالیت‌های بشردوستانه
پیدروچنی در کنار مبارزه نظامی، تلاش کرد با جمع‌آوری منابع مالی از طریق مزایده‌ی پیراهن‌های ورزشی قهرمانان بیاتلون جهان، برای ساخت پناهگاه‌های امن در اوکراین اقدام کند.
از جمله ورزشکارانی که به او کمک کردند می‌توان به جولیا سیمون، جاستین بریزا، سباستین ساموئلسون، و تیم بیاتلون فرانسه اشاره کرد.
شخصیت و محبوبیت
دمیترو پیدروچنی هم به‌عنوان ورزشکار، و هم به‌عنوان یک قهرمان ملی شناخته می‌شود.
رسانه‌های اوکراینی و بین‌المللی از او به‌عنوان سمبل «مقاومت با افتخار» یاد می‌کنند.
او در مصاحبه‌های مختلف گفته است: «وقتی کشور در خطر است، افتخارهای ورزشی ارزش خود را از دست می‌دهند.»
اگر بخواهی، می‌توانم خلاصه‌ای از سخنرانی‌ها یا نقل‌قول‌های معروف او، یا اطلاعات بیشتر درباره زندگی شخصی، آموزش، یا عملکرد دقیق در جام‌های جهانی هم برایت آماده کنم. علاقه‌مندی خاصی داری؟